# حسن‌آباد یک (عنبرآباد)
حسن‌آباد یک یک روستا در ایران است که در شهرستان عنبرآباد واقع شده‌است. حسن‌آباد یک ۳۶۹ نفر جمعیت دارد.